# Mirokles
Mirokles (zm. 30 listopada ok. 316) – szósty biskup Mediolanu i pierwszy w diecezji mediolańskiej, którego historyczność jest całkowicie bezsporna, święty Kościoła katolickiego.
Jego wspomnienie liturgiczne obchodzone jest 3 grudnia z uwagi na święto św. Andrzeja Apostoła przypadające 30 listopada.

## Imię
Imię męskie pochodzenia greckiego, złożone z elementów oznaczających mirrę oraz sławę, chwałę.